# Сельское поселение «Деревня Заболотье»
Сельское поселение «Деревня Заболотье» — муниципальное образование в составе Людиновского района Калужской области России.
Центр — деревня Заболотье.

## Население
| 2010 | 2012 | 2013 | 2014  | 2015 | 2016 | 2017 |
| ---- | ---- | ---- | ----- | ---- | ---- | ---- |
| 966  | ↘953 | ↘923 | ↘907  | ↗940 | ↘927 | ↘921 |
| 2018 | 2019 | 2020 | 2021  |      |      |      |
| ↘908 | ↘898 | ↘867 | ↗1027 |      |      |      |

## Состав поселения
- Агеевка (деревня)
- Алексеевский (деревня)
- Войлово (деревня)
- Гряда (деревня)
- Дубровка (деревня)
- Думлово (деревня)
- Заболотье (деревня, административный центр)
- Кургановка (деревня)
- Мосеевка (деревня)
- Мостовка (деревня)
- Петровский (деревня)
- Романовка (деревня)
- Свиная (деревня)
- Сельцы (деревня)
- Суглицы (деревня)
- Чёрный Поток (деревня)